# 620 v.Chr.

Invloedssfeer van Tartessos (Andalusië)

Het jaar 620 v.Chr. is een jaartal volgens de christelijke jaartelling.

## Gebeurtenissen

### Europa
- Koning Arganthonios regeert in de stadstaat Tartessos (huidige Spanje) aan de monding van de rivier de Guadalquivir.

## Geboren
- Aisopos, Grieks fabeldichter (waarschijnlijke datum)